# Пиреноид
Пиреноидите са органели, в които се извършва фиксацията на въглероден диоксид, разположени в хлоропластите на водорасли и мъхове. Пиреноидите не са мембранни структури, а са обособено пространство от хлоропласта с високо съдържание на рибозо-1,5- бифосфат карбоксилаза/оксигеназа (известна още като Рубиско/RubisCO – RibUlose-1,5-BISphosphate Carboxylase/Oxygenase).
Рубиско фиксира въглеродния диоксид като го свързва към пентозния дериват рубулоза 1,5-бифосфат, при което се получава нестабилен шествъглероден монозахарид, който се разпада до две молекули 3-фосфоглицерат. В някои организми концентрацията на Рубиско в пиреноида е толкова голяма, че органелът придобива кристалинен вид. Комплексите от пиреноиди са високо специализирани области обкръжени от дебела скорбялна обвивка. Пиреноидите служат за поддържане на концентрацията на разтворен CO2 като възпрепятстват дифузията му далеч от мястото на фиксация, като същевременно намаляват концентрацията на кислород. Пренасищането с CO2 също може да потисне фиксацията, катализирана от Рубиско.
Пиреноидите не се срещат във висшите растения, като се смята, че това се дължи на бавната дифузия на CO2 във водата в сравнение с въздуха (1:1000). Това налага присъствието им в тези малки водни растения.